# Timpo
Timpo Toysは、イギリスで1938年に創業した、かつての玩具メーカー。創業者はドイツのフランクフルトに生まれ、後に亡命したユダヤ人のサリー・ゴウリーロヴィッツ（英語: Sally Gawrylovitz、後にAlly Gee に改名、1907年 - 2000年9月28日）。

## 概要
創業当時はトイズ・インポーターズ (Toys Inporters Ltd.) という玩具の輸入企業であったが、第二次世界大戦により輸入が困難になったことを受け、玩具の製造を手掛けるようになった。戦時中は金属の代替となる素材の開発に苦心し、第二次世界大戦の終わりまで木製あるいはベークライト (プラスチック)製の様々な玩具を製造していた。戦後初期はミニカーの製造に力を入れており、香港に製造拠点を移した。また、新たに売り出したおもちゃの兵隊で、1960年代にはジョン・ヒル・アンド・カンパニーやクレセント・トイズなどと競合した。

## 伝記
- Brown, Kenneth Douglas (2003). The British Toy Business: A History since 1700. Hambledon & London. ISBN 1-85285-136-8

| スタブアイコン | サブスタブ | この項目は、まだ閲覧者の調べものの参照としては役立たない、企業に関連した書きかけの項目です。この項目を加筆・訂正などしてくださる協力者を求めています（PJ:経済）。 |